# Parker Croft
Parker Croft (Burlington, Vermont, 13 de gener de 1987) és un actor i escriptor estatunidenc.

## Biografia
Parker Croft va néixer a Burlington (Vermont). La seva mare, Juliet McVicker, és una cantant de jazz; el seu pare, Parker Hendrick Croft, Jr., és un arquitecte i un pintor. Va començar a treballar com a actor amb 7 anys i poc després va començar a treballar amb la Vermont Stage Company.
Després de la seva graduació a l'escola, va anar al Perry Mansfield School, una escola de les Arts Escèniques. Això el va deixar anar a Nova York, on va completar els seus estudis a la Stella Adler Studio, el William Esper Studio i el Hubert Berghof Studio.
A més d'actuar, Parker és a més un escriptor. El 2010 ell va col·laborar a escriure Falling Overnight.

## Filmografia

### Actor
| Any  | Títol               | Paper          | Notes        |
| ---- | ------------------- | -------------- | ------------ |
| 2006 | Hooking up          | John           |              |
| 2008 | Sky People          | Estranged fill | Curtmetratge |
| 2008 | Were the World Mine | Cooper         |              |
| 2010 | Falling Overnight   | Elliot Carson  |              |
| 2013 | Field of Lost Shoes |                |              |

### Música
| Any  | Títol               | Cançó              |
| ---- | ------------------- | ------------------ |
| 2008 | Were the World Mine | "Pyramus & Thisby" |

## Televisió
| Any  | Sèrie                         | Paper                  | Episodis          |
| ---- | ----------------------------- | ---------------------- | ----------------- |
| 2009 | Nip/Tuck                      | Jared 'Enigma' McCloud | 6.02 "Enigma"     |
| 2009 | The Back Nine                 | Ben Hogan              | 1.01 "Pilot"      |
| 2011 | Nuclear Family                | El fill                |                   |
| 2012 | 1600 Penn                     | Mike                   | 1.01 "Pilot"      |
| 2012 | American Horror Story: Asylum | Devon                  | 2.03 "Nor'easter" |
| 2013 | Once Upon a Time              | Felix                  | 11 Episodis       |